# Радіометр

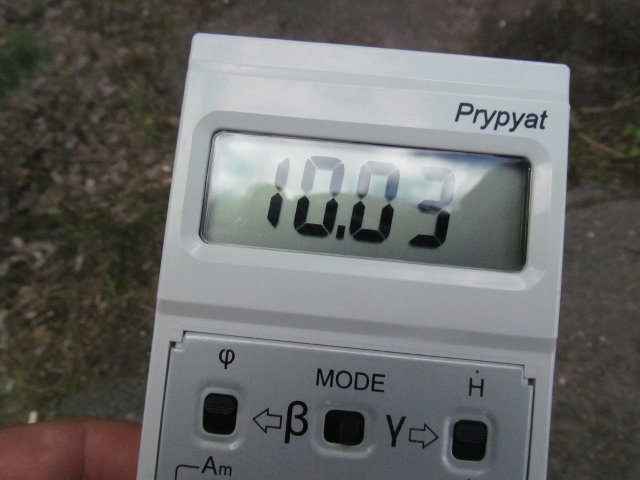
Радіометр «Прип'ять» у заказнику «Чорнобиль спеціальний»

Радіометр Вільяма Крукса у вигляді склянки з чотирма лопатями на тонкій голці усередині. Під впливом нагрівання лопаті рухаються

Радіометр (рос. радиометр, англ. radiometer, нім. Radiometer n) — загальна назва ряду приладів, призначених для вимірювання енергетичних характеристик того чи іншого випромінювання:
- Радіометр Крукса — прилад для вимірювання променевої енергії світла. Базується на тепловій дії променів.
- Радіометр радіотехнічний — прилад для вимірювання потужності випромінювання радіохвиль.
- Радіометр акустичний — прилад для вимірювання звукового тиску.
- Прилад для вимірювання активності радіоактивних об'єктів.

За призначенням і принципом дії у цій категорії, зокрема, розрізняють:
- Радіометр геофізичний — прилад для радіометричних методів геологічної розвідки;
- Радіометр сцинтиляційний — прилад, призначений для вивчення полів радіоактивних випромінювань при геологічних дослідженнях.

За принципом дії виділяють радіометри компенсаційні, модуляційні, частотні.

## Інтернет-ресурси
- Radiometry and photometry FAQ Professor Jim Palmer's Radiometry FAQ page (The University of Arizona College of Optical Sciences).